# Robert Chevalier
Roberto Alejandro Díaz Chevalier (La Banda, Argentina; 24 de abril de 1995), más conocido como Robert Chevalier, es un escritor argentino. Es autor de narrativa, principalmente de novelas de suspenso, fantasía y ciencia ficción.

## Biografía
Robert Chevalier nació el 24 de abril de 1995 en la ciudad de La Banda, provincia de Santiago del Estero (Argentina). Hijo de Adrián Roberto Díaz Chevalier y de Marcela Ferrando, es el mayor de tres hermanos.
Actualmente el autor es estudiante de ingeniería en la Facultad de Agronomía y Agroindustrias de la Universidad Nacional de Santiago del Estero.
En el año 2016 trabajó en el Centro de Aprendizaje Deep Portage, en Minnesota, Estados Unidos.

## Trayectoria
Robert Chevalier escribe desde niño, pero comenzó su carrera literaria en su adolescencia. En 2014, con 18 años de edad, su primera obra publicada, La Maldición de Cromwell, fue Declarada de Interés Cultural y, posteriormente, seleccionada para participar en la Feria Internacional del Libro Salon du Livre de Paris en Francia, obteniendo desde entonces varias distinciones con sus nuevas publicaciones así como críticas positivas.
En 2015 su tercer libro Telésfora, la primera novela escrita sobre la leyenda popular santiagueña de La Telesita, se convirtió en material de estudio de escuelas, donde es trabajada por niños y jóvenes.
Desde 2018, participó en concursos nacionales e internacionales resultando ganador de premios y seleccionado para integrar antologías de relatos de España y locales, como la de Ediciones Al arco, primera editorial deportiva argentina, en cuyo jurado estuvo el escritor Eduardo Sacheri.
A fines del mismo año presentó su quinto libro Los androides también lloran, con la presencia del escritor y ciudadano francés Carlos Alvarado-Larroucau, en el que se disertó sobre ciencia ficción, tecnología, inteligencia artificial y literatura.
En 2022 presentó la novela Kakuy, basada en la leyenda homónima, haciendo hincapié ante una convocatoria importante en temáticas como el racismo, la explotación forestal, el medioambiente, la protección de los animales, los pueblos nativos americanos, la cultura afroargentina, el rol de la mujer y el maltrato, entre otras. La misma fue Declarada de Interés Provincial por la Cámara de Diputados de Santiago del Estero y también fue incorporada como material de lectura en escuelas locales y de otras provincias como Tucumán y Buenos Aires, junto a otras obras de su autoría, dada la relevancia lograda y los temas abordados.
Desde 2023, Robert Chevalier fue incorporado con sus obras al proyecto SRTIC de Unicef, programa en el que alumnos de escuelas rurales del norte argentino trabajaron con temas sobre el cuidado del medioambiente y los pueblos originarios de América. En diciembre del mismo año, publicó en formato digital su séptimo libro Plenilunio: Luna del Lobo en la plataforma Wattpad.
En agosto de 2024, fue uno de los seleccionados de un certamen internacional de narrativa para integrar una antología de Venezuela y, en octubre, fue elegido finalista de los Premios Watty 2024 y agregado a la Lista Corta 2024 de Wattpad por su novela Plenilunio.

## Obras

#### Novelas
- 2013 – La Maldición de Cromwell[51]
- 2014 – Conspiración Mundial: El espíritu de los muertos vivientes[52]
- 2015 – Telésfora: No entrarás al bosque[53]
- 2016 – Celos y Venganza: Un viaje sin retorno[54]
- 2021 – Kakuy: La maldición de los hermanos[18][55][56]
- 2023 – Plenilunio: Luna del Lobo[57][58]

#### Colecciones de relatos y novelas cortas
- 2018 – Los androides también lloran: Historias del futuro[59]

#### Antologías de cuentos
- 2018 – Pluma, tinta y papel VII (Diversidad Literaria. Madrid, España)[60]
- 2018 – Un 11 en Antología (Ediciones Al Arco. Buenos Aires, Argentina)[23]
- 2019 – Inspiraciones Nocturnas VI (Diversidad Literaria. Madrid, España)[61]
- 2021 – Sensaciones y sentidos VII (Diversidad Literaria. Madrid, España)[62]
- 2024 – Revista literaria Alborismos 16 (Ediciones Alborismos. Venezuela)[63]

## Distinciones
Entre las distinciones que ha recibido se encuentran:
- Reconocimiento Asociación Cultural “Huayra Muyoj”, por su primera obra y presentación de libro (11 de octubre de 2013).
- Declaración de Interés Cultural a su primera obra “La Maldición de Cromwell” (Declaración N.º 138 de la Cámara de Diputados, Santiago del Estero, 2014).
- “Jóvenes Talentos Bandeños” de la Biblioteca Alberdi (julio de 2016).
- “Joven Destacado de la Ciudad de La Banda” (septiembre de 2016).
- Reconocimiento del Día del Escritor por parte del Honorable Concejo Deliberante de la Ciudad de La Banda (13 de junio de 2017).
- Distinción por su “Trayectoria y Aporte a la Cultura Bandeña”, durante la celebración de la Marcha de los Bombos (15 de julio de 2017).
- Diploma del 1° Certamen Internacional de Microrrelato del Centro Cultural Kemkem (Buenos Aires, 2018).
- “Joven Modelo de la Sociedad” en La Gaceta (8 de mayo de 2019).
- Declaración de Interés Cultural a "Kakuy" (15 de febrero de 2022).
- Distinción a los 10 años de Trayectoria del Autor, Declarada de Interés Legislativo, Municipal, Cultural, Educativo y Social por sus libros editados (6 de diciembre de 2022).[39][64][65]
- Finalista de los Watty Awards: Lista Corta 2024 (14 de octubre de 2024).[46][47][49]